# Samsung Galaxy Z Flip 5
Samsung Galaxy Z Flip 5 là điện thoại thông minh có thể gập lại dựa trên hệ điều hành Android và được tạo ra bởi Samsung Electronics. Nó đã được công bố vào ngày 26 tháng 7 năm 2023 tại sự kiện Galaxy Unpacked July 2023.

## Thiết kế

### Màu sắc
Tại thị trường Việt Nam, có bốn phiên bản màu chính thức và bốn phiên bản màu độc quyền, bao gồm: Xanh Mint, Xám Indie, Tím Fancy, Kem Latte, Ghi Urban, Xanh Downtown, Xanh Camper, Vàng Mustar.
| Màu | Tên           | Ghi chú |
| --- | ------------- | ------- |
|     | Xanh Mint     |         |
|     | Xám Indie     |         |
|     | Tím Fancy     |         |
|     | Kem Latte     |         |
|     | Ghi Urban     | [ a ]   |
|     | Xanh Downtown | [ a ]   |
|     | Xanh Camper   | [ a ]   |
|     | Vàng Mustar   | [ a ]   |

## Thông số kỹ thuật

### Phần cứng
Galaxy Z Flip 5 có hai màn hình: màn hình bên trong 6,7 inch có thể gập lại với tốc độ làm mới thay đổi 120 Hz và màn hình ngoài 3,4 inch.
Thiết bị có RAM 8 GB và bộ nhớ flash UFS 4.0 256 GB hoặc 512 GB, không hỗ trợ mở rộng dung lượng lưu trữ của thiết bị thông qua thẻ micro-SD.
Samsung Galaxy Z Flip 5 được trang bị SoC Snapdragon 8 Gen 2 Mobile Platform for Galaxy
Pin đi kèm của thiết bị là loại pin kép 3700 mAh có thể sạc nhanh qua USB-C lên đến 25 W hoặc qua sạc không dây lên đến 15 W.
Z Flip 5 có hai camera sau, bao gồm camera góc rộng 12 MP và camera góc siêu rộng 12 MP. Nó có một camera phía trước 10 MP ở phía trên màn hình.

### Hệ điều hành
Samsung Galaxy Z Flip 5 đi kèm với One UI 5.1.1 dựa trên Android 13.

### Bản lề
Samsung Galaxy Z Flip 5 được trang bị bản lề hình giọt nước giúp giảm khoảng cách giữa các bản lề, thay vào đó là bản lề lỏng hơn so với model trước.